# Odra (компьютер)

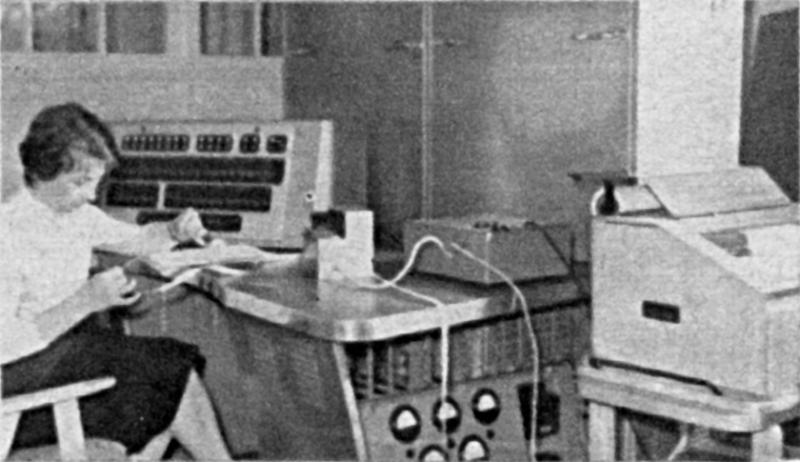
Компьютер Odra 1001

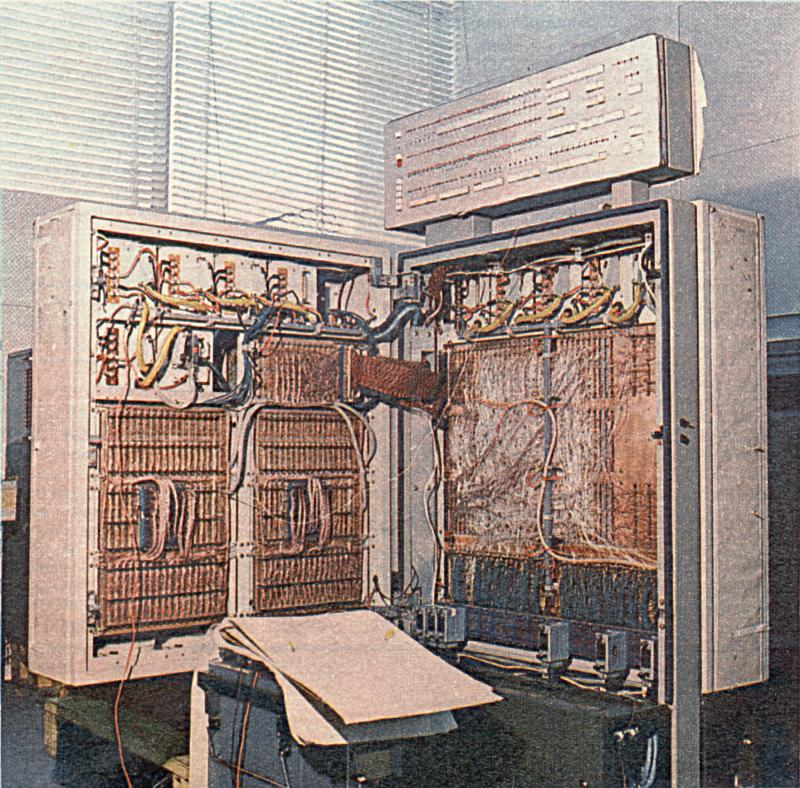
Компьютер Odra 1305, 1974 год

Odra (с пол. — «Одер») — серия польских компьютеров, произведённых во Вроцлаве. Начало производства было положено в 1959—1960 годах. Модели 1001, 1002, 1003, 1013, 1103 и 1204 собирались в Польше, модели 1304 и 1305 — с использованием частей ICL 1905 и 1906 в связи с заключённым соглашением о программном обеспечении. Последняя модель 1325 была основана на двух моделях компьютеров ICL. Сборка велась на заводе компании Elwro, закрытом в 1989 году.

## Описание
Первая модель Odra 1002 обеспечивала выполнение от 100 до 400 операций в секунду. Для модели Odra 1003 в 1962 году сотрудником Витольдом Подгурским была разработана первая компьютерная игра на основе игры «Ним», упомянутой в фильме «В прошлом году в Мариенбаде». Компьютер всегда обыгрывал игрока в эту игру. Сама игра не распространялась за пределы компании, хотя позже похожие версии появились и на других компьютерах. Считается, что игра на Odra 1003 — первая в истории Польши компьютерная игра.
Компьютер Odra 1204 использовал операционную систему SODA, разработанную для компьютеров без магнитных носителей и способную одновременно загружать и выполнять программы. Тот же компьютер использовался советскими учёными в Ленинграде для разработки и испытания языка Алгол 68 в 1976 году. Компьютер проводил синтаксический анализ, а генерация кода осуществлялась на IBM System/360..

## Сохранившиеся к XXI веку компьютеры
Почти все компьютеры к началу нового века были отключены и либо разобраны, либо переданы в музеи. Однако некоторые продолжали свою работу и дальше. В настоящее время существует эмулятор терминала Odra (KONSOLA 5.0), воссоздающий работу компьютера.
- 18 июля 2003 года после 29 лет бесперебойной работы был отключён компьютер Odra, использовавшийся для дистрибуции вроцлавским предприятием Hutmen.
- В 2010 и 2012 годах были выведены из эксплуатации два компьютера Odra 1305 с предприятия Mera Elzab Zabrze. Один из подобных экспонатов находится в Музее истории компьютеров и информатики в Катовице[7][8][9].
- До лета 2006 года компьютер Odra 1305 использовался в Оструде на железнодорожной станции компанией PKP, пока не был отключён[10].
- До 30 апреля 2010 года на железнодорожной станции Вроцлав Брохув использовался ещё один компьютер Odra 1305[10]. В 22:00 по местному времени компьютер был окончательно отключён и заменён современным[11].
- Ещё один экземпляр Odra 1305 использовался на железнодорожной станции Люблин Татары, его отключили 1 мая 2010 года[11].